# Emilio de la Cruz Aguilar
Emilio de la Cruz Aguilar (Orcera, 1936-Alcira, 2020) fue un historiador, profesor, investigador, poeta y periodista español.

## Biografía
Nació en la localidad jienense de Orcera en 1936, el día 21 de abril. Entre sus obras se contaron títulos como Real Negociado de Maderas de Segura en Sevilla (1987), Historia de la Caminería Hispánica (1990) y La destrucción de los montes. Claves histórico-jurídicas (1994), entre otras. En 2017 se le dedicó el libro Emilio de la Cruz Aguilar. Vida y oficio universitario en libertad. Colaboró con publicaciones periódicas como Pueblo, Hermano Lobo, La Codorniz, Por Favor, Sábado Gráfico, Diario 16 y Jaén y fue profesor en la Facultad de Derecho de la Universidad Complutense de Madrid, donde se había licenciado y doctorado. Cruz Aguilar, a quien se concedió la distinción de hijo predilecto de su localidad natal, falleció el 9 de diciembre de 2020 en la localidad valenciana de Alcira.

## Distinciones
- Cruz distinguida de la Orden de San Raimundo de Peñafort[7]
- Encomienda de la Orden de Alfonso X el Sabio[7]
- Hijo predilecto de la Villa de Orcera[7]
- Presidente de Honor de la Tuna española[7]